# نیامباسپر
نیامباسپر (نام علمی: Neeyambaspis enigmatica) نام یک گونه از زیرشاخه مهره‌داران است.